# ریخته‌گری نواری
ریخته‌گری نواری (به انگلیسی: Tape casting)یک فرایند ریخته‌گری است که در ساخت نوارهای سرامیکی نازک و ورق از دوغاب سرامیکی استفاده می‌شود. دوغاب سرامیکی در یک لایه نازک بر روی یک سطح صاف ریخته شده و سپس خشک و زینتر می‌شود. ورق‌های نازک سرامیکی چون آلومینا، مولایت، زیرکونیا و دیگر سرامیک‌های مهندسی جهت پایه‌های سرامیکی در صنعت الکترونیک کاربرد زیادی پیدا نموده‌اند، این پایه‌ها به صورت فیلم نازک چند لایه‌ای مورد استفاده قرار می‌گیرد. ریخته‌گری نواری روش مناسبی برای شکل‌دادن قطعات با سطوح بزرگ و ضخامت کم (۱۰۰۰–۲۰ میکرون) است. تولید این ورق‌های نازک در محیط‌های آبی با استفاده از عوامل پراکنده ساز جهت افزایش پایداری دوغاب و چسب‌های سلولزی جهت افزایش استحکام و چسبندگی و همین‌طور عوامل روان‌ساز جهت نرمی و کاهش شکنندگی نمونه خام انجام می‌گیرد.

## تاریخچه
فرایند ریخته‌گری نواری در طول دهه ۱۹۴۰ برای ساخت دی الکتریک خازن توسعه یافت. تولید خازن‌های سرامیکی هنوز هم یکی از مهمترین کاربردهای ریخته‌گری
نوار است. ریخته‌گری نواری برای اولین بار به عنوان روشی برای تولید انبوه کپسول‌ها توصیف شد. در این اولین توصیف منتشر شده در سال ۱۹۴۷ این فرایند به این صورت تعریف شد:
«ماشینی است که یک روکش سرامیکی با یک رزین را بر روی یک کمربند حامل متحرک اکستروژن می‌کند. زمانی که ورق نازک خشک شد، به اندازه کافی استحکام دارد که از روی کمربند حامل جدا شود، برش خورده، سوراخ شود یا به هر شکل مسطح مورد نظری تبدیل شود»
در سال ۱۹۶۰ حق اختراع برای ریخته‌گری نوار چند لایه ثبت شد و در سال ۱۹۹۶ اولین نوارهای زیر ۵ میکرومتر ریخته‌گری شد.

## فرایند تولید

نمای شماتیک فرایند ریخته‌گری نواری. رنگ قهوه ای نماد دوغاب، رنگ خاکستری نماد تیغه و خط پیکاندار، سطحی را نشان می‌دهد که دوغاب روی آن اعمال شده و در جهت آن حرکت می‌کند. این فقط یکی از طرح‌های مختلف شیوه ریخته‌گری است.

فرایند ریخته‌گری نواری، با تبدیل کردن پودر سرامیک به شکل مایعی از آن و سپس ریخته‌گری آن بر روی یک سطح مسطح و خشک کردن مایع، پودر سرامیک را به یک فیلم نازک سرامیکی تبدیل می‌کند.

### مواد
نقطه شروع برای فرایند ریخته‌گری نواری، پودر است که 'نوار' متشکل از آن است. این جزء اصلی محصول نهایی است و محتویات دیگر، مانند چسب‌ها، پراکنده‌سازها و حلال‌های نیز باید متناسب و سازگار با پودر انتخاب شوند. به‌طور کلی پودر بسیار ریزدانه است، با حداکثر اندازه ذرات آن ۵ میکرومتر است. حلال به پودر توانایی ریخته‌گری را می‌دهد و گویی که پودر مایع باشد، و همچنین باعث می‌شود تا اجزای دیگر همچون مواد چسبی در سرتاسر نوار گسترده شوند. سورفکتانت‌ها نیز می‌توانند به دوغاب اضافه شوند، تا رفتار سطح نوار را کنترل کنند. مواد بایندر نیز اضافه می‌شود و باعث می‌شوند تا ساختار حجمی و ویژگی‌های مکانیکی نوار نهایی را تعیین کنند.
- حلال ویسکوزیته دوغاب را کنترل می‌کند و اجازه می‌دهد تا دوغاب بر روی کمربند حامل پخش شود.
- چسب ذرات سرامیک را در کنار هم نگه می‌دارد، تا زمانی که نوار پخته شود. چسب‌ها باید در طول فرایند پخت حذف شوند.
- روان‌کننده‌ها انعطاف‌پذیری نوار سبز را افزایش می‌دهند.
- پراکنده‌سازها از اجتماع ذرات پودر کنار یکدیگر جلوگیری می‌کنند. کارکرد پراکنده‌سازها بر اساس ممانعت فضایی است. مولکول‌های آلی با زنجیره بلند، خود را به ذرات سرامیکی متصل می‌کنند. این جهت‌گیری مواد آلی از نزدیک شدن و تجمع ذرات سرامیکی جلوگیری می‌کند.

### تولید دوغاب
مواد دوغاب همان‌طور که در بخش قبل ذکر شد مخلوط شده و در مخازنی ذخیره می‌شود. به‌طور کلی تولید دوغاب در دو مرحله انجام می‌شود:
1. در مرحله اول پودر سرامیکی و حلال به همراه عوامل پراکنده ساز در یک همزن با یک دیگر مخلوط شده تا همگن شوند.
2. در مرحله دوم مواد افزودنی مانند چسب و روان‌کننده به دوغاب اضافه شده و هم زده می‌شود تا مشابه مرحله اول، دوغاب همگن شود.

### ریخته‌گری دوغاب
دوغاب در لوله‌هایی از مخازن نگهداری آن به دستگاه ریخته‌گری منتقل می‌شود. این دوغاب قبل از عمل ریخته‌گری از فیلترهایی عبور کرده تا از ورود ذرات ناخالصی به محصول نهایی جلوگیری کند. ورق ریخته‌گری، لایه سبز یا ورق سبز نیز نامیده می‌شود (این نام اشاره ای به رنگ ورق ندارد)، و در ادامه نیاز به پردازش بیشتری مانند زینترینگ و برش خوردن دارد.
این نکته مهم است که در طول ریخته‌گری، یک سطح کاملاً صاف بدون رگه ریخته شود. به همین منظور، مکانیسم‌های ریخته‌گری مختلفی طراحی شده‌اند تا جریان لغزش در دوغاب به حداقل مقدار ممکن برسد. تیغه‌هایی که سطح ریخته را پهن و نازک می‌کنند doctor blades نامیده می‌شوند. ارتفاع این تیغه‌ها از سطح کمربند حامل، ضخامت ورق سرامیکی را تعیین می‌کند. این تیغه‌ها به شکل‌های مختلفی همچون تیغه‌های صفحه‌ای ضخیم یا نازک، تیغه‌هایی با لبه‌های گرد و لبه‌های چاقو-مانند وجود دارند. برای نوارهای سرامیکی که نازک‌تر از ۵۰ میکرومتر ریخته می‌شوند، پوشش از بالا اعمال نمی‌شود، بلکه از طرفین (پوشش قالب شیار) یا از پایین (پوشش لبه‌ای) اعمال می‌شود.
سطحی را که بر روی آن ریخته انجام می‌شود، می‌تواند از جنس فولاد، شیشه، کاغذ روکش دار و پلیمرها باشد. فولاد اقتصادی‌ترین سطح ریخته‌گری است، اما جداکردن ورق‌های نازک ریخته‌گری شده از سطح فولادی دشوار است و سطح فولاد به دلیل آسیب دیدن، مکرر نیاز به جایگزینی دارد.

### خشک کردن ورق

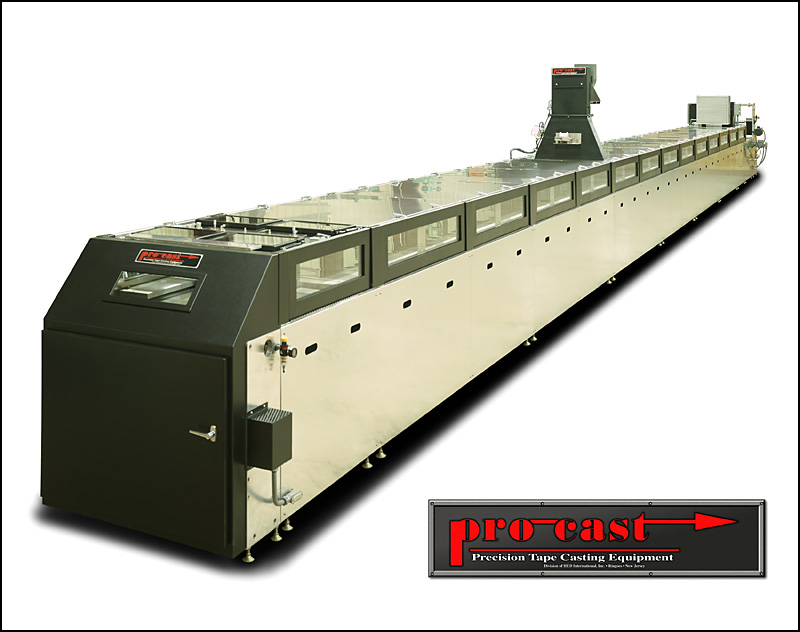
دستگاه ریخته‌گری نواری

نوار ریخته‌گری شده تنها از یک طرف (سطح در معرض هوا) خشک می‌شود و در سطح دیگر ریخته‌گری غیرقابل نفوذ است. خشک شدن ورق وابسته به دو فرایند، یعنی تبخیر حلال از سطح در معرض هوا، و دیگری انتشار حلال در ورق به سمت سطح در معرض هوا است. تبخیر ممکن است با استفاده از خشک کن هوا تسریع شود. با این حال، معمولاً سرعت فرایند تبخیر باید محدود شود تا با اطمینان حلال به صورت ثابت در ورق انتشار یابد. اگر حلال به صورت کنترل نشده ورق را ترک کند، ممکن است در نوار تنش پسماند به وجود بیاید یا نوار ترک خورده یا انحناء پیدا کند.در این مرحله از فرایند، نوار انعطاف‌پذیر است، زیرا هنوز حاوی مواد آلی به شکل چسب است؛ به این نوار «ورق سبز» نیز گفته می‌شود. در هنگام خشک شدن و پخت، انقباض شدیدی در نوار ریخته‌گری رخ می‌دهد؛ زیرا حجم زیادی از دوغاب از مواد آلی تشکیل شده‌است که هنگام خشک کردن و پخت از نوار ریخته‌گری خارج می‌شوند. به عنوان مثال، هنگامی که دوغاب آلومینا به ضخامت ۱٫۵۰ میلی‌متر ریخته‌گری می‌شود، پس از خشک شدن، یک نوار سبز ۰٫۷۵ میلی‌متری تولید می‌شود (حدود ۵۰٪ کاهش). و پس از پخت نیز ضخامت نوار کمتر شده و به حدود ۰٫۶۰ میلی‌متر می‌رسد. با توجه به محصول مورد نیاز، ممکن است چند مرحله پردازش دیگر مانند مانند برش، سوراخ‌کاری یا عملیات حرارتی و زینترینگ نیز اجرا شوند.

## استفاده
این فرایند در تولید کپسول‌ها، باتری‌های پلیمری، فتوولتاییک‌ها، الکترود برای سلول‌های سوختی مذاب کربنات استفاده می‌شود. با استفاده از ریخته‌گری نواری، می‌توان ورق‌هایی به اندازه ۵ میکرومتر تولید کرد. یکی از کاربردهی مهم ریخته‌گری نواری تولید مدارهای الکتونیکی است. در ساخت این مدارها، از ورق‌های آلومینای استفاده می‌شود. نوار سبز ریخته‌گری شده را می‌توان به راحتی سوراخ کرد، که بخش مهمی از مدارهای الکترونیکی هستند. علاوه بر این، می‌توان یک جوهر یا خمیر ساخته شده از مخلوط پودر فلزی (تنگستن یا مولیبدن)، چسب‌های آلی و حلال‌هایی بر روی صفحه سبز چاپ کرد. سپس این نوار در اتمسفر مرطوب هیدروژنی عملیات حرارتی می‌شود تا یک لایه، مدار فلزی پایدار بر روی آلومینای زینتر شده تشکیل شود.